# Barbara Kulik
Barbara Kulik (ur. 8 czerwca 1998) – polska judoczka.
Zawodniczka UKJ 225 Warszawa (od 2011). Trzykrotna medalistka zawodów pucharu Europy kadetek (srebro: Fuengirola 2015; brąz: Coimbra 2014 i Teplice 2015). Brązowa medalistka mistrzostw Polski seniorek 2017 w kategorii do 70 kg. Ponadto m.in. mistrzyni Polski juniorek 2016.